# Citroën C5 Aircross
El Citroën C5 Aircross es un automóvil todoterreno del segmento C producido por el fabricante francés Citroën desde el año 2017. Es un cinco plazas con carrocería de cinco puertas, motor delantero transversal y tracción delantera, que reemplaza al Citroën C4 Aircross. Algunos de sus rivales son los Honda CR-V, Hyundai Tucson, Kia Sportage, Mazda CX-5, Nissan Qashqai, Toyota RAV4, Ford Kuga, Renault Kadjar, SEAT Ateca y Volkswagen Tiguan.
El modelo se presentó en el Salón del Automóvil de Shanghái de 2017 y se comenzó a comercializar a fines de ese año. Utiliza la plataforma mecánica EMP2, compartida con el Peugeot 3008, el Peugeot 5008, el Opel Grandland X y el DS7 Crossback. Se fabrica en Rennes (Francia) y en Chengdu (China).
Todos los motores son de cuatro cilindros en línea excepto el PureTech 130 S&S 6v que es de tres cilindros. 2 versiones gasolina: PureTech 130 S&S 6v y PureTech 180 S&S EAT8, 3 versiones diésel: BlueHDi 130 S&S 6v, BlueHDi 130 S&S EAT8 y BlueHDi 180 S&S EAT8.